# Индекс автомобильных номеров Испании

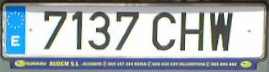
Внешний вид государственного регистрационного номерного знака Испании

Регистрационные номерные знаки Испании (исп. Matrículas automovilísticas de España) используются для регистрации безрельсовых транспортных средств. Существует две основные схемы автомобильных номерных знаков в Испании, так как система индексации была недавно изменена.
Номера старой системы имели формат XX-NNNN-YY (чёрные цифры на белом фоне), где XX это одно- или двух-буквенный код провинции, где регистрировался автомобиль, NNNN — четыре цифры, делающие номер уникальным (нули слева также отображаются), а YY это одно- или двух-буквенный код, который увеличивается в одном пункте, когда номер достигает позиции 9999; например A-9999-Z будет следовать после A-0000-AB (должно использоваться AA, но некоторые буквенные комбинации не используются). Для машин старого образца возможно использование шести цифр, вместо четырёх или двух, например A-741923 (прекратили использоваться в 1971 году).
Для кодов провинций обычно используются первые одна или две буквы названия провинции или её столицы. Обычно провинции именуются по названию столицы.
Однако, система нумерации провинций чувствительна к проблемам соперничества регионов, что является причиной определённых трудностей для автомобилистов, которые выезжают с территории своей провинции с целью продажи автомобиля.
Также изменения в названиях местности Испании, после языковых реформ, повлекли за собой несоответствия между названием и кодом.

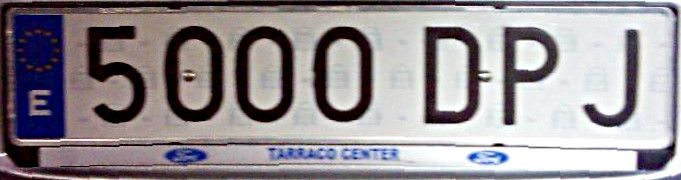
5000 DPJ

Новая система (сентябрь 2000 года) действует по всей территории страны. Номер состоит из четырёх цифр, за которыми следуют три согласные буквы, например 0681 VBH. Буквенный код является последовательным, но буквы A, E, I, O, Q, U and Ñ (буква N с тильдой нередко используется в испанском языке) не используются в промежутках от BBB до DZZ, FBB до HZZ, JBB до NZZ, PBB до PZZ, RBB до TZZ, и VBB до ZZZ — в номерах от 0000 до 9999 с этими трёх-буквенными комбинациями. Нумерация этой системы не даёт информации о месте регистрации автомобиля.
Буквенный код даёт примерное представление о месте регистрации и производства автомобиля.
Задние и передние номерные знаки белого цвета с черными символами. Синяя полоса с двенадцатью звездами ЕС и буквой E для España (Испания) с левой стороны номера желательна для номеров старой системы и обязательна в новой нумерации.
Номерные знаки обычно имеют прямоугольную форму.
Существуют менее распространенные номерные знаки квадратной формы для мотоциклов и некоторых автомобилей (например модель SEAT 600).

## Старые коды провинций

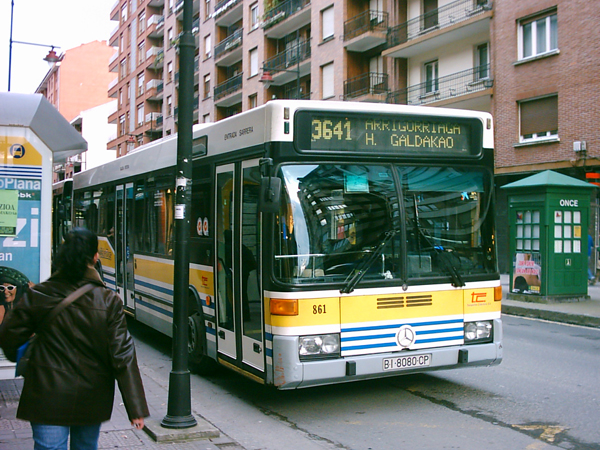
BI-8080-CP

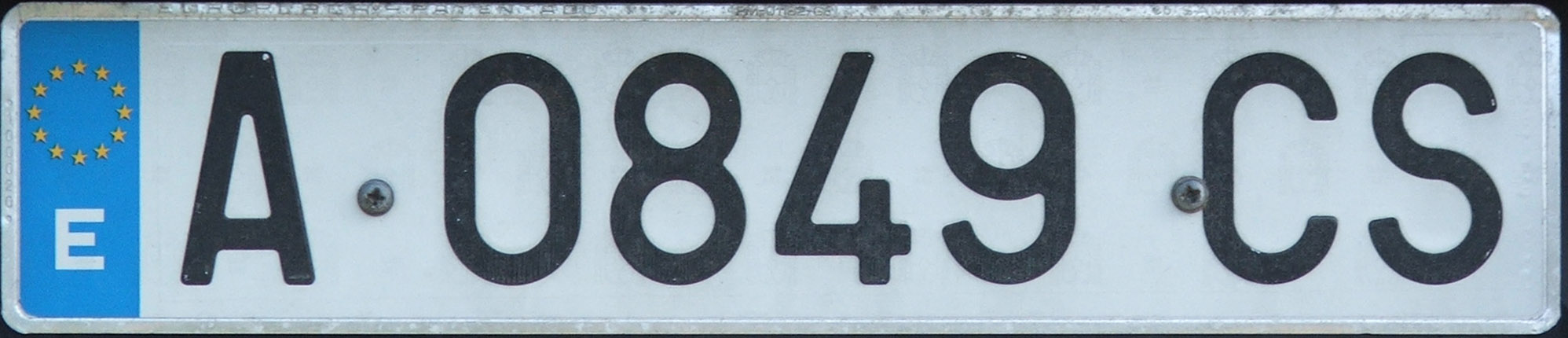
Номерной знак с кодом провинции Аликанте

| A               | Аликанте                                             |                                                                        |
| AB              | Альбасете                                            | ALB до 1926 года                                                       |
| AL              | Альмерия                                             |                                                                        |
| AV              | Авила                                                |                                                                        |
| B               | Барселона                                            |                                                                        |
| BA              | Бадахос                                              |                                                                        |
| BI              | Бискайя (по названию столицы — Бильбао (исп. Bilbao) |                                                                        |
| BU              | Бургос                                               |                                                                        |
| C               | Ла-Корунья                                           |                                                                        |
| CA              | Кадис (исп. Cádiz)                                   |                                                                        |
| CC              | Касерес исп. Cáceres                                 | CAC до 1926 года                                                       |
| CE              | Сеута                                                | ME до 1926 года                                                        |
| CO              | Кордова (исп. Córdoba)                               |                                                                        |
| CR              | Сьюдад-Реаль (исп. Ciudad Real)                      |                                                                        |
| CS              | Кастельон (исп. Castellón)                           | CAS до 1926 года                                                       |
| CU              | Куэнка (провинция) исп. Cuenca                       |                                                                        |
| GC              | Лас-Пальмас (по названию столицы — Гран-Канария)     | TE до 1926 года                                                        |
| GR              | Гранада                                              |                                                                        |
| FP              | Биоко (исп. Fernando Poo)                            | Провинция упразднена                                                   |
| GI              | Херона (Жирона)                                      | GE до 1992 года                                                        |
| GU              | Гвадалахара (исп. Guadalajara)                       |                                                                        |
| H               | Уэльва (исп. Huelva)                                 |                                                                        |
| HU              | Уэска (исп. Huesca)                                  |                                                                        |
| IB              | Балеарские острова (исп. Islas Baleares)             | PM до 1997 года                                                        |
| I (до 1961), IF | Ифни                                                 | Провинция упразднена в 1969 году                                       |
| J               | Хаэн (исп. Jaén)                                     |                                                                        |
| L               | Льейда                                               |                                                                        |
| LE              | Леон                                                 |                                                                        |
| LO              | Ла-Риоха (по названию столицы — Логроньо)            | Заменён на код LR, который, однако, не использовался                   |
| LU              | Луго                                                 |                                                                        |
| M               | Мадрид                                               |                                                                        |
| MA              | Малага                                               |                                                                        |
| ME              | Испанское Марокко (исп. Marruecos Español)           | Не используется с 1926 года, заменён на коды CE (Сеута) и ML (Мелилья) |
| ML              | Мелилья                                              | ME до 1926 года                                                        |
| MU              | Мурсия                                               |                                                                        |
| NA              | Наварра                                              | PA до 1918 года                                                        |
| O               | Астурия (по названию столицы — Овьедо)               |                                                                        |
| OR, OU          | Оренсе                                               |                                                                        |
| P               | Паленсия                                             |                                                                        |
| PO              | Понтеведра                                           |                                                                        |
| RM              | Рио-Муни (Испанская Гвинея)                          | (1961—1969), не используется, заменен на TG.                           |
| S               | Кантабрия (по названию столицы — Сантандер)          |                                                                        |
| SA              | Саламанка                                            |                                                                        |
| SE              | Севилья                                              |                                                                        |
| SG              | Сеговия                                              | SEG до 1926 года                                                       |
| SH, AOE         | Западная Сахара                                      | Упразднён                                                              |
| SO              | Сория                                                |                                                                        |
| SS              | Гипускоа (по названию столицы — Сан-Себастьян)       |                                                                        |
| T               | Таррагона                                            |                                                                        |
| TE              | Territorio Español («Испанская территория»)          | (выдавался для Канарских островов, до 1926) разделен на GC & TF        |
| TE              | Теруэль                                              | TER до 1926 года                                                       |
| TEG, TG         | Испанская Гвинея исп. Territorio Español de Guinea   | разделен на FP & RM                                                    |
| TF              | Санта-Крус-де-Тенерифе                               |                                                                        |
| TO              | Толедо                                               |                                                                        |
| V               | Валенсия                                             |                                                                        |
| VA              | Вальядолид                                           |                                                                        |
| VI              | Витория-Гастейс                                      |                                                                        |
| Z               | Сарагоса (исп. Zaragoza)                             |                                                                        |
| ZA              | Самора (исп. Zamora)                                 |                                                                        |

## Коды городов
Сохраняются буквы старой системы с номерами.

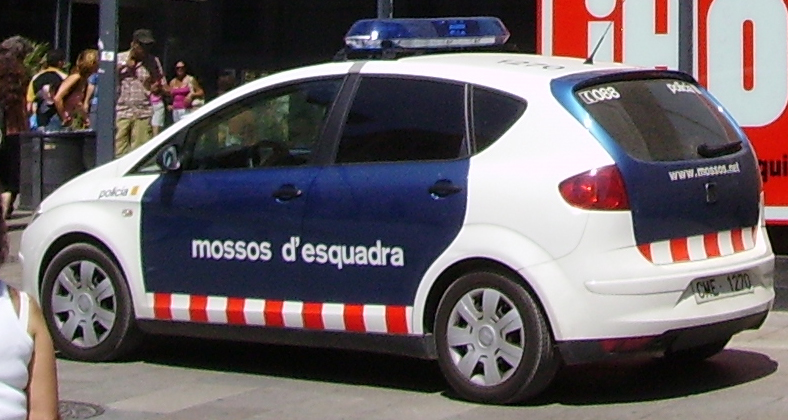
CME-1270

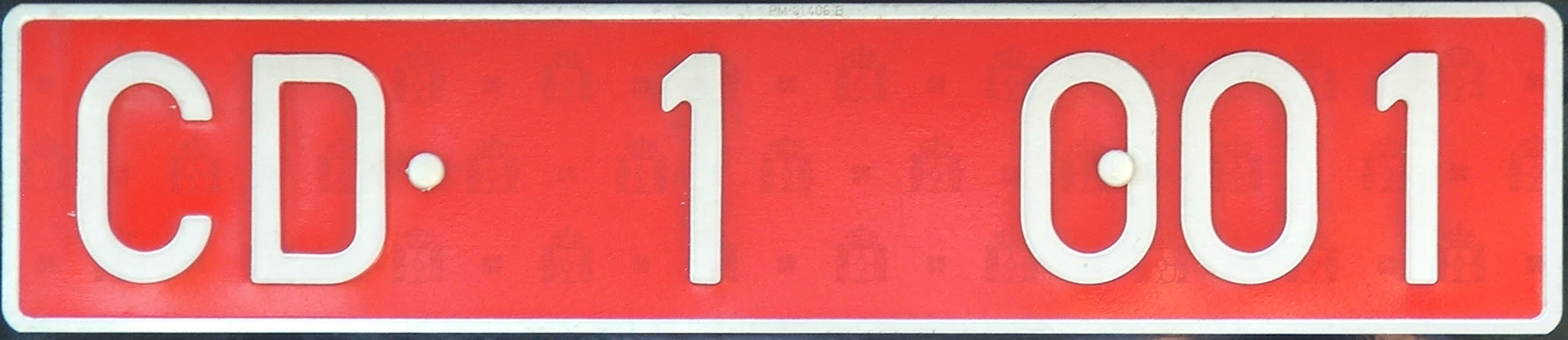
Внешний вид государственного регистрационного номерного знака автомобиля, охраняемого дипломатической неприкосновенностью

- CME — Cos de Mossos D’esquadra (Corp of Mossos d'Esquadra). Автономная полиция Каталонии.
- DGP — Dirección General de la Policía («полиция Испании»).
- E — Ertzaintza. Автономная полиция Страны Басков). E имеет особую форму.
- EA — Ejército del Aire («ВВС Испании»)
- ET — Ejército de Tierra («Сухопутные войска Испании»)
- FN — Fuerzas Navales / Armada («ВМС»)
- GSH — Gendarmería del Sahara («колониальная полиция в пустыне Сахара»). Больше не существует
- PGC — Parque de la Guardia Civil (гражданская гвардия)
- MF — Ministerio de Fomento («Министерство общественных работ») (не связано с MOP)
- MMA — Ministerio de Medio Ambiente («Министерство Окружающей Среды»)
- MOP — Ministerio de Obras Públicas («Министерство Общественных Работ»)
- PME — Parque Móvil del Estado (для государственных транспортных средств)
- PMM — Parque Móvil del Ministerio